# Kirkwood (Misuri)
Kirkwood es una ciudad ubicada en el condado de San Luis en el estado estadounidense de Misuri. En el Censo de 2010 tenía una población de 27540 habitantes y una densidad poblacional de 1.156,29 personas por km².

## Geografía
Kirkwood se encuentra ubicada en las coordenadas 38°34′46″N 90°25′15″O / 38.57944, -90.42083. Según la Oficina del Censo de los Estados Unidos, Kirkwood tiene una superficie total de 23.82 km², de la cual 23.72 km² corresponden a tierra firme y (0.42%) 0.1 km² es agua.

## Demografía
Según el censo de 2010, había 27540 personas residiendo en Kirkwood. La densidad de población era de 1.156,29 hab./km². De los 27540 habitantes, Kirkwood estaba compuesto por el 89.45% blancos, el 7% eran afroamericanos, el 0.13% eran amerindios, el 1.43% eran asiáticos, el 0.02% eran isleños del Pacífico, el 0.42% eran de otras razas y el 1.55% pertenecían a dos o más razas. Del total de la población el 1.84% eran hispanos o latinos de cualquier raza.